# Marco Giordano
Marco Giordano (27 luglio 1996) è un pattinatore di short track italiano.

## Biografia
Ha iniziato a praticare lo short track nella A.S.D. Bormio Ghiaccio.
Ai campionati europei di Debrecen 2020 ha vinto la medaglia di bronzo nella staffetta 5.000 metri, gareggiando al fianco di Andrea Cassinelli, Yuri Confortola, Tommaso Dotti e Mattia Antonioli.

## Palmarès
- Europei

Debrecen 2020: bronzo nella staffetta 5000 m;